# Simulium tallaferroae
Simulium tallaferroae är en tvåvingeart som beskrevs av Ramirez-perez 1971. Simulium tallaferroae ingår i släktet Simulium och familjen knott.
Artens utbredningsområde är Venezuela. Inga underarter finns listade i Catalogue of Life.